# Jan Bołoz Antoniewicz
Jan Deodat Bołoz Antoniewicz (ur. 3 maja 1858 w Skomorochach, zm. 29 września 1922 w Bad Elster) – polski historyk i teoretyk sztuki pochodzenia ormiańskiego.

## Życiorys
Urodził się 3 maja 1858 w Skomorochach koło Buczacza. Pochodził z ormiańskiej rodziny szlacheckiej Antoniewiczów de Bołoz, był synem ziemianina Antoniego (w 1870 odnotowany jako członek czynny oddziału buczacko-czortkowsko-zaleszczyckiego c. k. Galisyjskiego Towarzystwa Gospodarczego we Lwowie) i Albiny. Kształcił się w gimnazjach bernardynów w Meranie, następnie w Bolzano i Krakowie. W 1876 podjął studia prawnicze na Uniwersytecie Jagiellońskim, wkrótce jednak przeniósł się na germanistykę i romanistykę na tej samej uczelni (1876–1880); odbył ponadto studia filologiczne na Uniwersytecie Wrocławskim, a w latach 1884–1886 studia z historii sztuki, estetyki i filozofii na uniwersytecie w Monachium. Obronił doktorat na Uniwersytecie Jagiellońskim w 1880 na podstawie pracy Ueber die Enstehung des Schiller'schen Demetrius.
Członek Rady powiatowej w Buczaczu jako przedstawiciel grupy większych posiadłości oraz prezes jej Wydziału (marszałek) m.in. w 1892. 
Od 1893 wykładał historię sztuki na Uniwersytecie Lwowskim; początkowo był profesorem nadzwyczajnym, od 1898 profesorem zwyczajnym. Kierował Katedrą Historii Sztuki Nowożytnej, a od 1894 także Instytutem Historii Sztuki; w roku akademickim 1902/1903 pełnił funkcję dziekana Wydziału Filozoficznego. W latach 1894–1918 był ponadto konserwatorem zabytków sztuki w Urzędzie Konserwatorskim we Lwowie.
Zajmował się historią sztuki renesansowej i współczesnej, teorią sztuki, a także historią literatury polskiej. Badał m.in. twórczość Tycjana i Leonarda da Vinci oraz dekorację rzeźbiarską Kaplicy Zygmuntowskiej. Opracował pierwszy polski zarys historii malarstwa, ze szczególnym uwzględnieniem polskich malarzy XVIII i XIX wieku; zajmował się twórczością Grottgera, urządzał wystawy malarskie (m.in. Malczewskiego).
W 1897 został członkiem korespondentem, w 1914 członkiem czynnym Akademii Umiejętności. W 1920 należał do grona współzałożycieli Towarzystwa Naukowego we Lwowie. Od 1920 był prezesem Polskiego Związku Historyków Sztuki (a także prezesem Oddziału Lwowskiego związku).

## Twórczość
Ogłosił ponad 130 prac naukowych, m.in.:
- Poezya polska w Ameryce (1881)
- O średniowiecznych źródłach do rzeźb, znajdujących się na szkatułce z kości słoniowej w skarbcu Katedry na Wawelu (1885)
- Zur Geschichte des Humanismus und der Renaissance in Polen (1886)
- „Ostatni” Krasińskiego (1889)
- Ikonographisches zu Chrestien de Troyes (1890)
- O nieznanych utworach Z. Krasińskiego (1890)
- Młodość Krasińskiego: próba syntezy (1891)
- Katalog der retrospectiven Ausstellung polnischer Kunst 1764–1886 (1894)
- Bohater ostatniej powieści Sienkiewicza: studyum nad „Bez dogmatu” (1896)
- Historya, filologia i historya sztuki : odczyt wygłoszony na IV Walnem Zgromadzeniu Towarzystwa filologicznego we Lwowie d. 23 maja 1896 r. (1897)
- Cele i drogi sztuki kościelnej (1897)
- Zygmunt Krasiński i dzieło Stanisława Tarnowskiego (1897)
- Historya, filologia i historya sztuki (1897)
- O malarstwie polskiem: z powodu dzieła J. Mycielskiego (1898)
- Świątynia zagadkowa Lionarda da Vinci (1900)
- O wieczerzy Lionarda da Vinci: (Das Abendmahl Lionardos) (1904)
- Senae Triplices: uwagi o sztuce syeneńskiej i florentyńskiej z powodu „Sieny” Kazimierza Chłędowskiego (1905)
- Raz jeszcze „Nasz Raffael” (?) (1908)
- Grottger (1910)
- „Wojna” Artura Grottgera (1911)
- Stance Zygmunta Krasińskiego (1911)
- Wykład Jana Bołoza Antoniewicza Klasycy i romantycy wobec sztuki [... 15 marca 1917] (1917)
- Leonardo da Vinci: w czterechsetletnią rocznicę jego śmierci 2 maja 1519 (1919)
- „Lament” opatowski i jego twórca” (1921)